# Château de Maisonseule
Le château de Maisonseule se trouve dans la commune de Saint-Basile en Ardèche. Il domine la vallée du Doux. Sa toiture et ses façades sont inscrits au titre des monuments historiques depuis le 21 mars 1983.

## Historique
- Si vous ne connaissez pas le sujet, laissez ce bandeau (vous pouvez alors contacter les auteurs).
- Si vous supprimez le contenu mis en cause (vous pouvez préalablement contacter les auteurs),

argumentez précisément cette suppression dans la page de discussion
(un manque de référence n'est pas un argument ; une recherche réelle de référence doit avoir été effectuée, être formellement documentée).
Il a été édifié pour sa partie la plus ancienne, le donjon de Saint Louis, au XIIIe siècle et servira de garnison jusqu'au XVIe siècle où il sera transformé en résidence [source insuffisante].
Les plus anciens seigneurs connus sont les Sahune (ou Assahune) et au XVIe siècle l'héritière de Balthazard de Sahune
est sa fille Phélise d'Asseyne, dame de Maisonseule, qui épousa en 1550 Guillaume de La Gruterie. Leur fils Alexandre eut 11 enfants dont Gaspard de Maisonseule, seigneur de Saint-Basile, reçu chevalier de Malte en 1614, et Jean qui succéda à son père Alexandre. Leur sœur Paule fut à l'origine de la guerre des amoureux. Le dernier des Gruterie, fut Antoine, comte de Maisonseule, baron de Lamastre, seigneur de Retourtour et Désaignes, chevalier de Malte en 1663, qui passa sa vie en procès et le château de Maisonseule revint aux Chevrier, puis en 1759 au marquis de Grollier qui fut guillotiné en 1793. Maisonseule fut vendu comme bien national[source insuffisante].
En 1820 l'abbé Fustier le transforme en établissement d'enseignement qui donne naissance à la congrégation des Basiliens deux ans plus tard. Le bicentenaire de la congrégation des Basiliens a été célébré au château en 2022, en présence des représentants américains et sud-américains de l'ordre.
Après avoir été une colonie de vacances, il a été laissé à l'abandon avant d'être acquis par Yves Lecoquierre Duboys de la Vigerie, plus connu sous son nom d'artiste Yves Lecoq, en 1992.
Le 8 septembre 2013, à la suite de la foudre, un incendie a ravagé la toiture du donjon. Le donjon a été restauré dans les règles de l'art par des compagnons.
L'imitateur Yves Lecoq le revend à Aymar Hénin, président du directoire de Vacanceselect, le 27 octobre 2022, qui souhaite le transformer en hôtel de luxe.

## Architecture
Le château de Maisonseule, construit aux XIIIe et XIVe siècles et remanié au XVIIe siècle. Son enveloppe (façades et toitures) fait l’objet d’une inscription au titre des monuments historiques depuis le 21 mars 1983.
Il est entouré de douves sèches. Les bâtiments sont répartis autour d'une petite cour et le donjon de Saint Louis est situé à l'angle nord-ouest. Ce donjon rectangulaire de 12,60 m sur 8,20 m se compose au rez-de-chaussée, d'une cave voûtée en berceau, de trois étages avec l'étage supérieur qui était couronné d'une plate-forme crénelée, avec un chemin de ronde extérieur supporté par des corbeaux de pierre dont les hourds en bois étaient encore visibles après la Seconde Guerre mondiale. Il ne restait qu'une des quatre échauguettes mais les travaux de restauration ont permis la reconstitution des quatre échauguettes d'origine, dont le nom de "maisoncelle" a peut-être donné son nom au château[source insuffisante].
Au XIVe siècle ont été ajoutées l'aile Nord, qui comporte une cuisine, une salle et la tour nord-est, dite « tour des Oubliettes » et l'aile Est en équerre, qui se termine elle aussi par une tour d'angle. Une tour était utilisée en pigeonnier
Au XVe siècle des murailles complètent le quadrilatère et enclosent le château.
Au XVIe siècle le château est transformé en résidence avec ouverture de fenêtres à meneaux dans le donjon, de portes de communication et aménagement d'un oratoire au premier étage de la tour nord-est. Puis en 1624 le château est totalement remanié, avec construction de l'escalier actuel, de la porte actuelle, ouverture de larges baies à meneaux. Les planchers sont alors refaits et les poutres sont peintes au pochoir de motifs de rosaces et de fleurs de lys. Les grands salons sont décorés en corniche des blasons des seigneurs successifs du château.

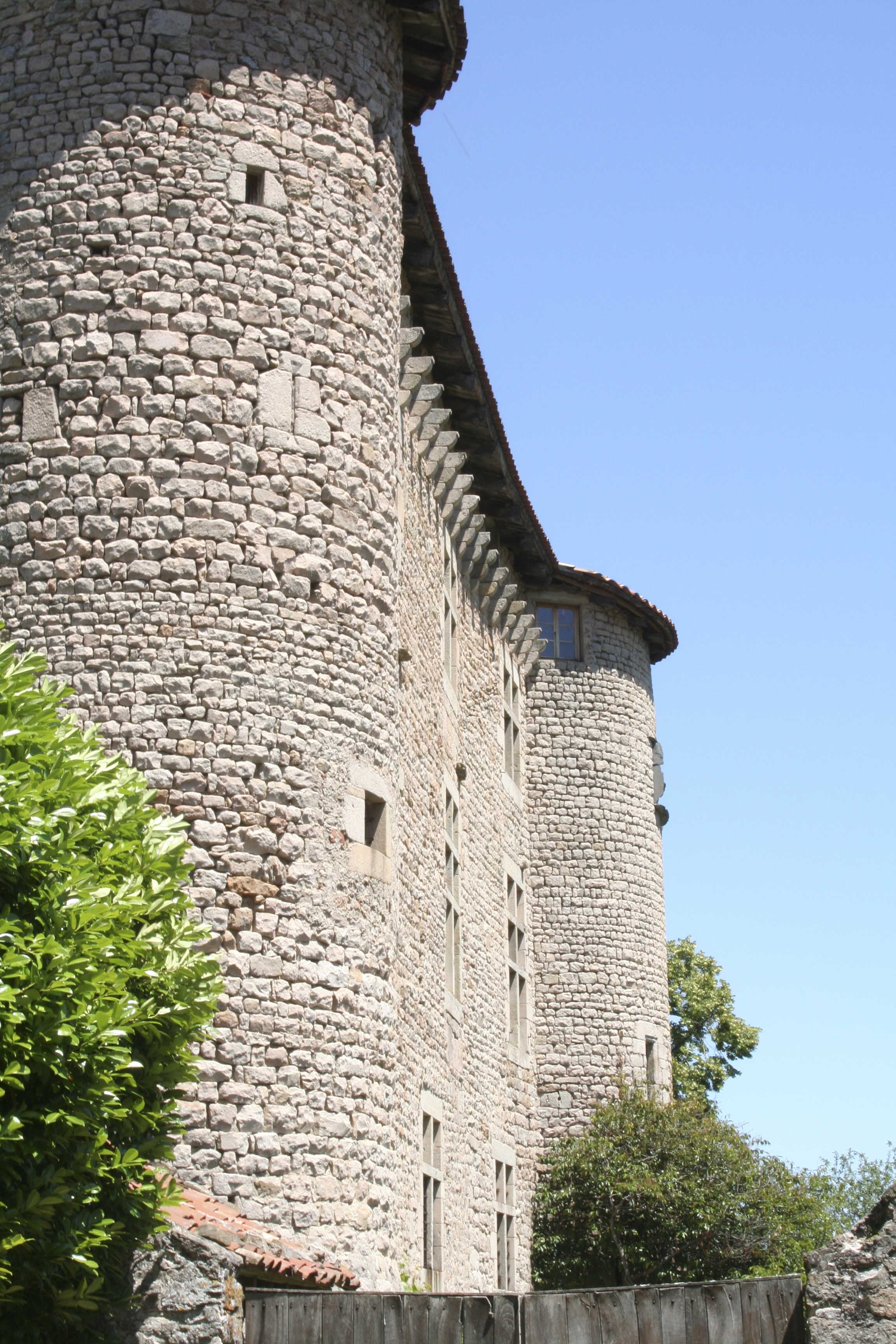
Le château de Maisonseul.
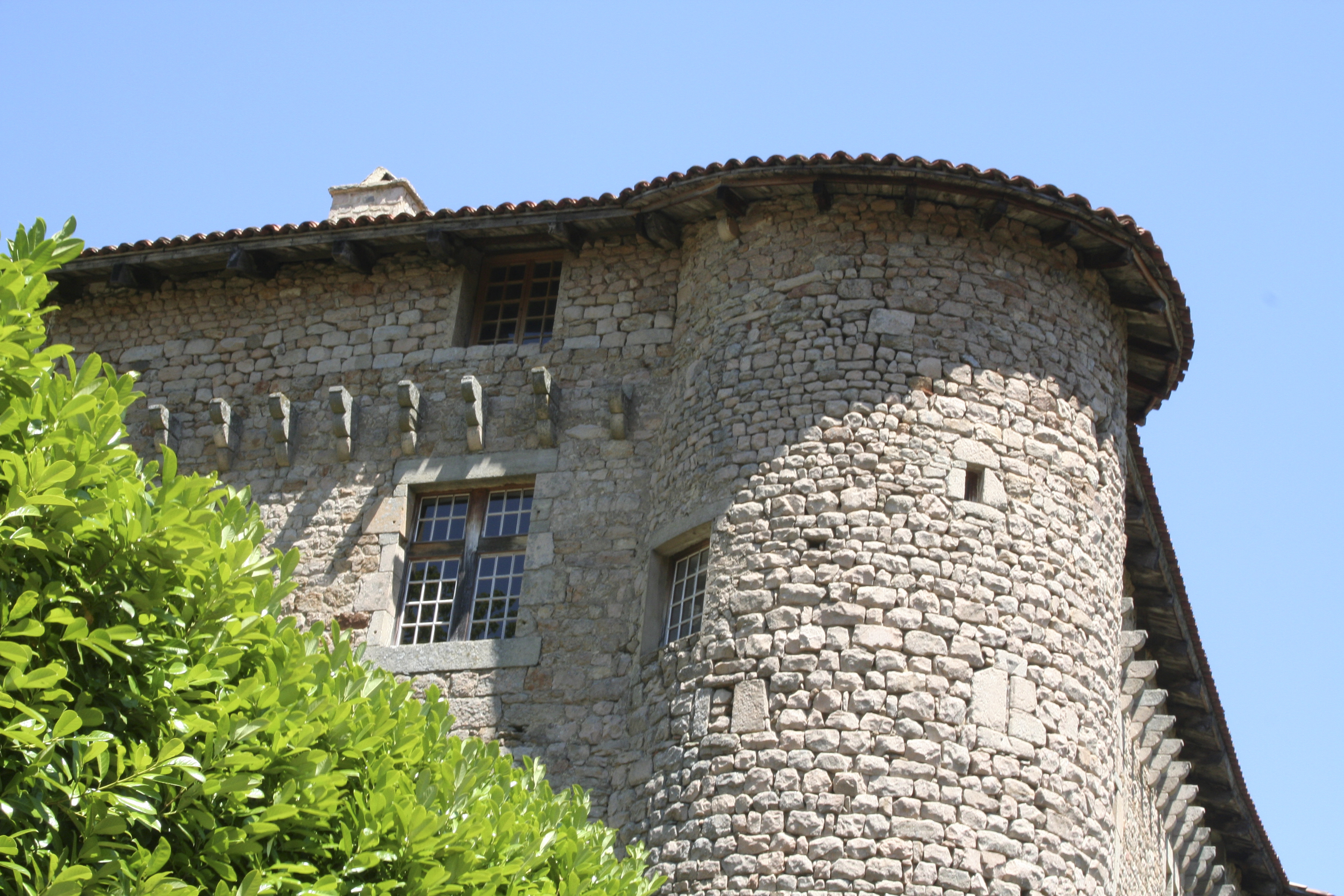
Le château de Maisonseul.
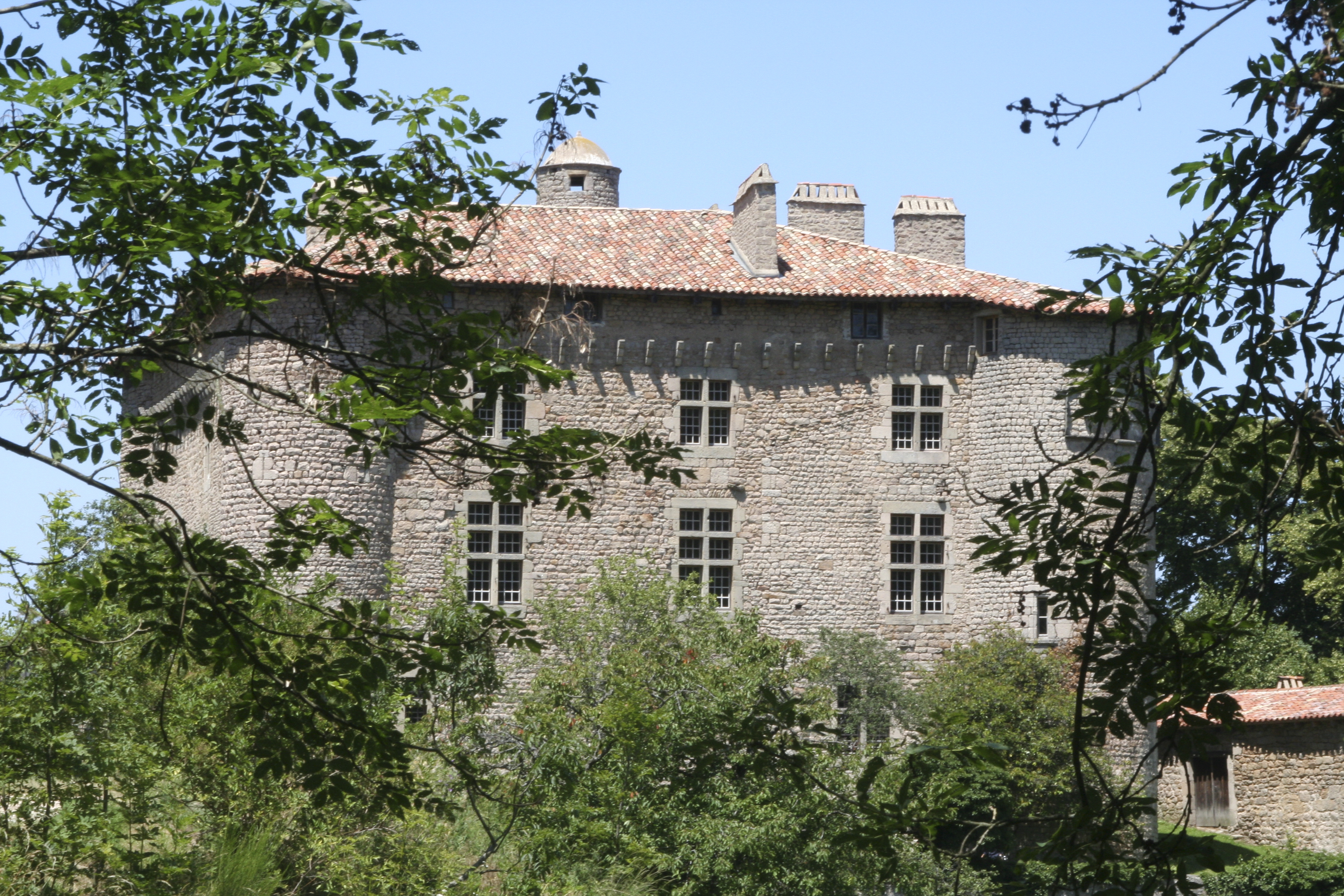
Le château de Maisonseul.